# Magydaris hungarica
Magydaris hungarica är en flockblommig växtart som först beskrevs av Philip Miller, och fick sitt nu gällande namn av Minosuke Hiroe. Magydaris hungarica ingår i släktet Magydaris och familjen flockblommiga växter. Inga underarter finns listade i Catalogue of Life.